# Codogno
Codogno (lombardul: Cudògn) település Olaszországban, Lombardia régióban, Lodi megyében. Lakosainak száma 15 539 fő (2023. január 1.). Codogno Casalpusterlengo, Castelgerundo, Fombio, Maleo, San Fiorano, Somaglia és Terranova dei Passerini községekkel határos.

## Földrajz
A település Olaszország északi, Lombardia régió déli részén fekszik a Pó folyó síkságán, a folyó partjától néhány kilométer távolságra. Történelmi belvárosának központja egy téglalap alakú, parkosított tér, illetve annak közelében egy kisebb, szintén négyszögű, térburkolatos tér, a Szeptember 20. tér. Iparterületei főként a város nyugati peremén épültek ki.
Vasútállomását érinti a Milánó–Bologna- és a Pavia–Cremona-vasútvonal is.

## Története
Nevének eredetére két különböző magyarázat létezik: az egyik szerint a régi Cothoneum név a időszámításunk előtti 2. és 1. évszázadokban élt Gaius Aurelius Cotta római államférfi, a térségben lakó insuberek legyőzőjének nevéből származik, a másik szerint a környék jellegzetes gyümölcse, a birsalma (cydonio vagy cotogno) állhat a Cogodno név mögött.
A település eredete nem ismert, de valószínűleg a római korra tehető. A következő évszázadok barbár behatolásai során a település nyomai eltűntek, de a 10. század végén, 997-ben III. Ottó német-római császár egy oklevelében már említik. A 11. század során több dokumentumban is megjelent a neve, a lodi püspökség birtokának részeként. 1441-ben a Fagnani, 1450-ben a Trivulzio család tulajdona lett, 1453-ban Francesco Sforza borgo rangra emelte. Már ebben az évszázadban jellemző volt, hogy a helyiek ki akartak szakadni a Trivulziók befolyása alól, és inkább Piacenza városának irányába kívánták erősíteni kötődésüket. 1492. április 21-én végül jóváhagyásra került egy olyan megállapodás, miszerint a codognóiak piacenzai polgároknak tekintendők: hálájuk jeléül a település címerébe is bevették a Piacenza címerében szereplő farkast, méghozzá egy aranylánccal egy birsalmafához kötve.
A 16. század elején Franciaország és Spanyolország itáliai háborúja során a Pizzighettone irányába tartó Bourbon gróf csapatai kifosztották a várost, 1516-ben pedig pestisjárvány sújtotta Codognót. Ezután azonban újabb fejlődési és növekedési időszak következett: míg 1584-ben csak 3500 lakója volt Codognónak, addig 1609-re ez a szám 5300-ra nőtt, a század végére pedig annak ellenére is elérte a 6500-at, hogy 1630-ban újabb pestisjárvány pusztított a településen, aminek következtében a lakosság akkor ötödével csökkent.
A feudális kötöttségek azonban továbbra is nyomasztották a város lakóit. Végül 1678-ban, amikor Antonio Teodoro Trivulzio fiúutód nélkül elhunyt, a codognóiak megragadták a lehetőséget, és közvetlenül az uralkodónak esküdtek hűséget. Bár Trivulzio özvegye megpróbált férje örököséül fellépni, de a helyiek elérték, hogy 1672. június 6-án II. Károly kiadott egy oklevelet, amelyben örökös szabadságukat biztosította, a települést pedig királyi (regio borgo) ranggal látta el.
Ezekben az időkben a város gazdasága jól teljesített, köszönhetően leginkább a mezőgazdaságnak, a textil- és selyemiparnak, valamint legfőképpen a tejiparnak, amely fénykorát a 17. és a 18. században élte. A 18. században volt, hogy évi 40 000 tömbnyi sajtot exportáltak, a központi utcák kivételével pedig minden utcában nyíltak olyan épületek, ahol ezrével tárolták a sajtokat. A községi levéltár 1772-es leégése miatt nincsenek pontos információk a városban tevékenykedő műhelyek számáról, de bizonyára minden fontos mesterség képviselői jelen voltak a településen. Az itt működő cégek közül a selyemfonók voltak a legjelentősebbek, valamint 1900 után a tejiparral foglalkozó Polenghi–Lombardo és a Zazzera, valamint a paszományárukat készítő Felisi.
Az Itália egyesítése érdekében zajló mozgalmakban és konfliktusokban a codognóiak közül legalább 283 önkéntes is részt vett. A községi palota udvarán elhelyezett emléktábla szerint 10-en soha nem tértek vissza a háborúkból. 1860-ban 64 helyi társult Giuseppe Garibaldihoz Szicíliában, néhányan pedig az Ezrek expedíciójában is részt vettek.
Az első világháborúban sokan vesztették életüket, a második világháború során pedig egyesek a közeli erős fasiszta bázishoz, Piacenzához, mások az ellenük fellépő ellenállókhoz csatlakoztak. A település 1955-ben città rangra emelkedett, több mint 150 éves vágyat teljesítve így: 1796. október 5-én ugyanis már folyamodtak ezért a rangért Napóleonhoz, ám akkor hiába.
2020 februárjáig a Kínából indult Covid19-pandémia csak néhány elszórt megbetegedést okozott Európában, ám ekkor a codognói kórházból tömeges fertőzés indult ki, ami az első feltételezések szerint innen terjedt el az egész földrészen. Arról sokáig folyt a vita, hogy hibázott-e valaki a kórházban.

## Nevezetességek
A településen több mint 100 régi építészeti érték található, többségében lakóépületek, kápolnák és templomok. A város központi temploma a Szent Balázs-templom, amelyet már 1025-ben is említ egy írásos forrás, de 1491-ben reneszánsz stílusban teljesen újjáépítették. Plébániájához még további 5 másik templom tartozik. További jelentős építészeti emlék még az 1779 és 1781 között épült Soave kórház.

## Népesség
A település lakossága az elmúlt években az alábbi módon változott:
| Lakosok száma | 15 962 | 15 901 | 15 539 |
|               | 2017   | 2018   | 2023   |

## Híres szülöttjei
- Stefano Baraldo (1992–) labdarúgó

## Képek

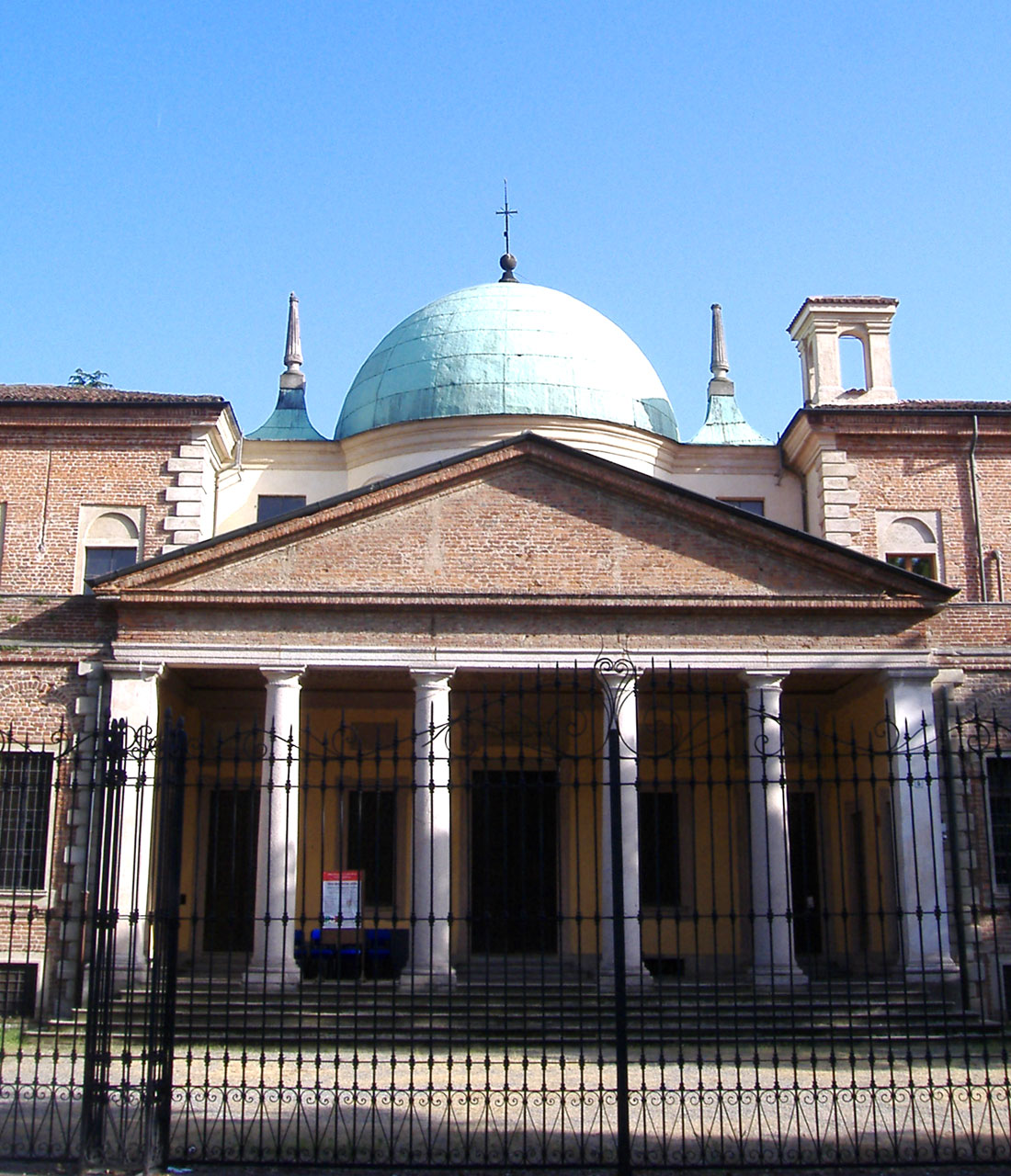
A régi Soave kórház épülete
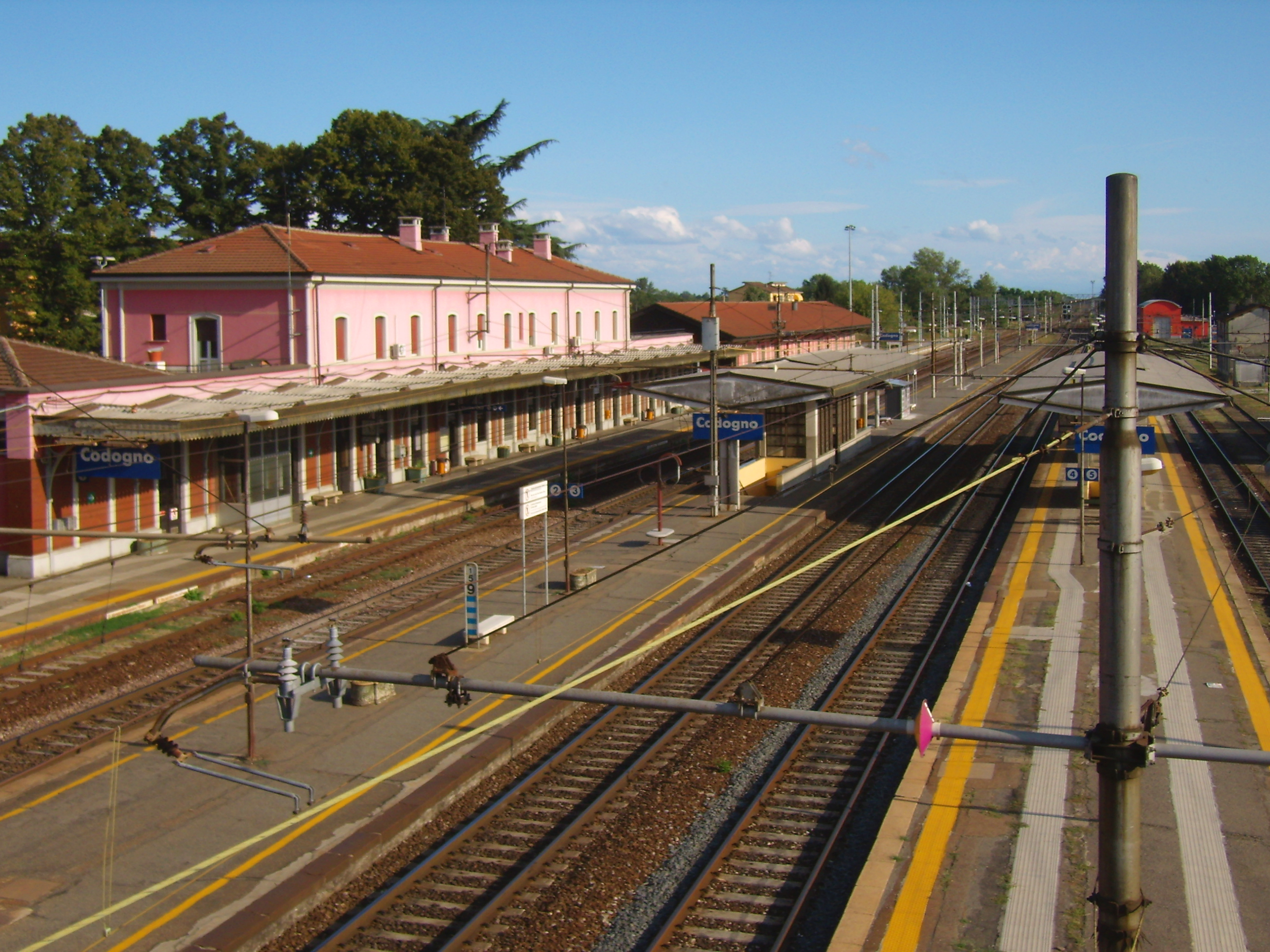
A vasútállomás
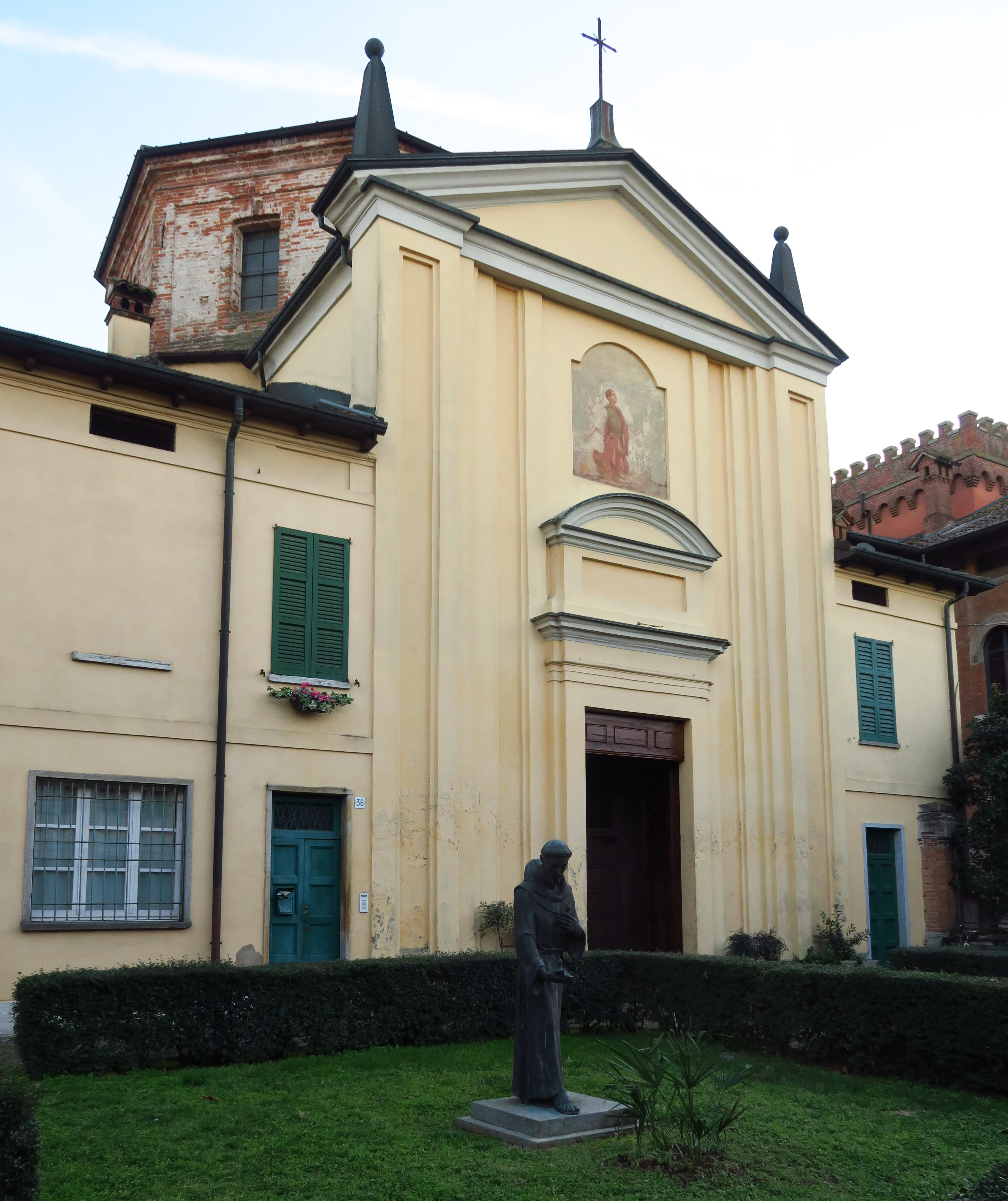
A Chiesa del Cristo („Krisztus temploma”)
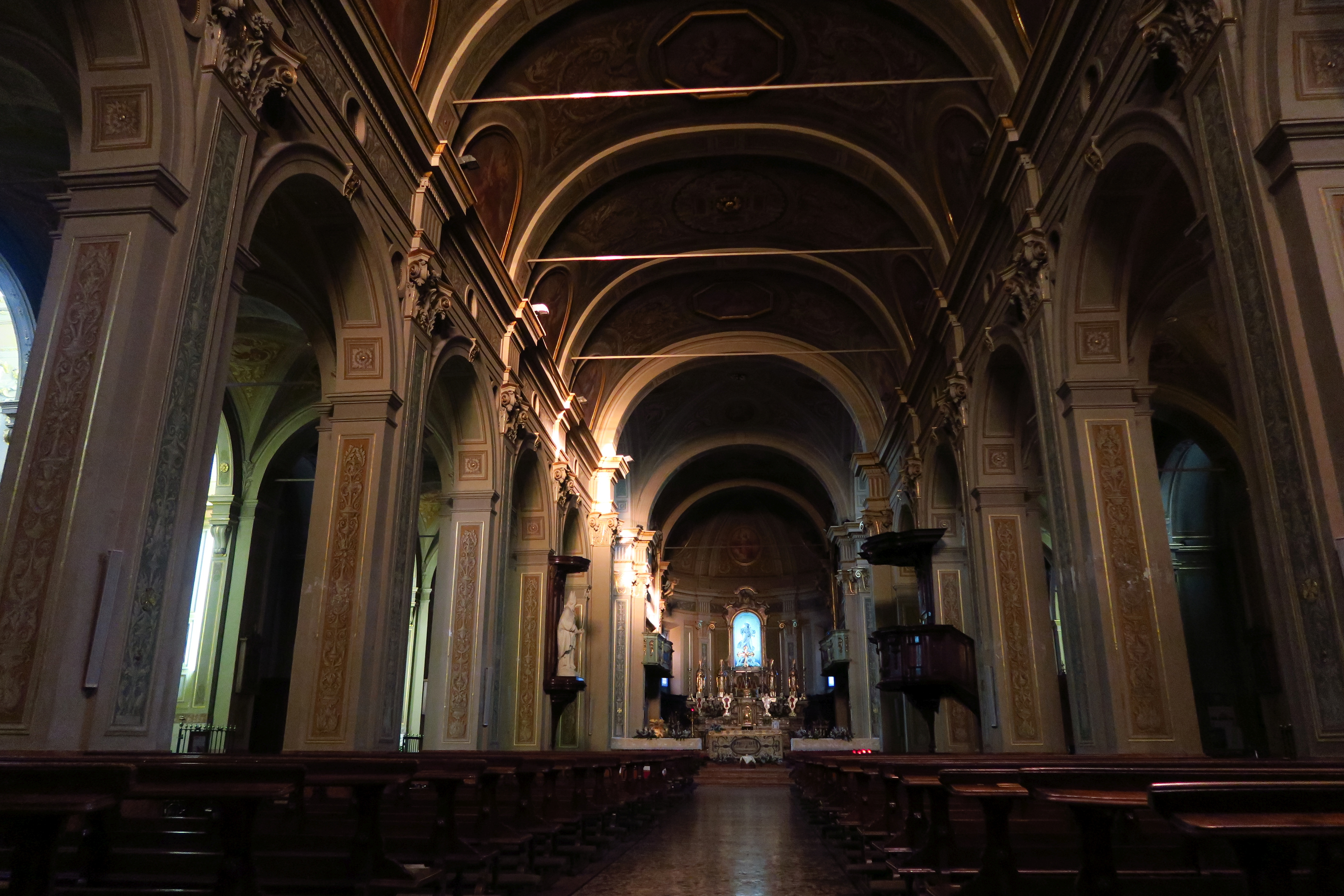
A Szent Balázs-templom belseje